# Brad Smyth
Brad Smyth (Ottawa, Ontario, 13. ožujka 1973.) kanadski je bivši profesionalni hokejaš na ledu. Igrao je na poziciji desnog krila. Bio je i član hrvatskog KHL Medveščaka u EBEL-u.

## Karijera

### Amerika
Smyth je juniorski staž odradio u jednoj od najjačih juniorskih liga na svijetu OHL-u (Ontario Hockey League) za momčad London Knightsa. Tijekom tri sezone (1990. – 1993.) u 174 susreta upisao je 82 gola i 87 asistencija. Nakon toga je uslijedila profesionalna karijera koju je počeo u ECHL-u (East Coast Hockey League) kod Birmingham Bullsa, da bi zatim stigao i ugovor iz AHL momčadi Caroline Monarchs koji mu je otvorio vrata prema najjačoj hokejaškoj ligi na svijetu NHL-u (88 utakmica, 15 golova, 13 asista). U AHL-u, ligi koja je po jačini odmah iza NHL-a, odigrao 594 susreta i upisao 319 pogodaka i 326 asistencija što je ukupno 645 bodova. Debitantski nastup u NHL-u imao je 1995/1996. sezone s Floridom Panthersima. Tada je odigrao tek sedam utakmica u kojima je jednom bio strijelac i asistent. No, već sljedeće je kod Los Angeles Kingsa dobio priliku za veću minutažu te je statistiku podebljao s 44 nastupa, protivničku mrežu je zatresao osam puta i isto toliko puta namjestio pak za zgoditak. To mu je ujedno bila i najuspješnija sezona u NHL-u. Osim Panthersa i Kingsa, nekoliko puta se našao i na popisu momčadi New York Rangersa, Nashville Predatorsa i Ottawa Senatorsa. 

### Europa
Tri sezone igrao je u DEL-u za njemačkog prvoligaša Hamburg Freezerse te je bio jedan od najboljih strijelaca lige. S finskim Kärpätom pak je 2003/2004. osvojio SM-Liigu. Smyth je petnaest sezona u najjačim svjetskim hokejaškim ligama, a u rujnu 2009. potpisao je za KHL Medveščak.

## Statistika karijere
Bilješka: OU = odigrane utakmice, G = gol, A = asistencija, Bod = bodovi, +/- = plus/minus, KM = kaznene minute, GV = gol s igračem više, GM = gol s igračem manje, GO = gol odluke
| 2009./10. | KHL Medveščak | EBEL | 17 | 6 | 10 | 16 | 1 | 10 | 3 | 0 | 1 |  |  |  |  |  |  |  |  |  |

## Vanjske poveznice
- Profil na The Internet Hockey Database